# Dylan Tichenor
Dylan Tichenor (Filadelfia, 1968) è un montatore statunitense.
Frequente collaboratore del regista Paul Thomas Anderson, è stato candidato due volte all'Oscar al miglior montaggio, nel 2008 per Il petroliere e nel 2013 per Zero Dark Thirty.

## Biografia
Il suo primo impiego nell'industria cinematografica è quello di assistente di produzione sul set del film di John Sayles La città della speranza (1991). Muove poi i suoi primi passi sotto la guida di Geraldine Peroni nel montaggio de I protagonisti (1992). Dopo aver lavorato per cinque anni come suo assistente, esordisce come montatore principale di un lungometraggio nel 1996 col documentario di Robert Altman Jazz '34, trasmesso all'interno del programma Great Performances, per cui viene candidato ai premi Emmy. Usa i software di montaggio Avid dalla sua esperienza come montatore associato di Mrs. Parker e il circolo vizioso (1994).
Al cinema, monta fra anni novanta e duemila Boogie Nights - L'altra Hollywood, Magnolia, Unbreakable - Il predestinato e I Tenenbaum. Del regista dei primi due film Paul Thomas Anderson, con cui collaborerà più volte tra cinema e videoclip, ha dichiarato: «comprende a fondo il contributo [artistico apportato dal montatore al regista] [...] è una delle ragioni per cui ho così tanto rispetto di Paul».
Nel 2004 subentra al montaggio de I segreti di Brokeback Mountain della Peroni, deceduta durante la post-produzione del film, condividendovi una candidatura ai premi BAFTA. Riceve la sua prima candidatura all'Oscar nel 2008 per il montaggio de Il petroliere di Anderson, la cui durata media di un'inquadratura (ASL) è di circa 13,3 secondi contro quella hollywoodiana di 3 o 4.
È stato il montatore, con William Goldenberg, del film sull'uccisione di Osama bin Laden Zero Dark Thirty (2012), per cui ha ricevuto un'altra candidatura agli Oscar: ha cominciato a lavorare al montaggio del film dal solo mentre questo veniva girato, dovendo occuparsi in totale di oltre 320 ore di girato, di cui 40 solo della scena del raid.

## Filmografia

### Cinema
- Call of the Wylie, regia di Fisher Stevens – cortometraggio (1995)
- Boogie Nights - L'altra Hollywood (Boogie Nights), regia di Paul Thomas Anderson (1997)
- Bugie, baci, bambole & bastardi (Hurlyburly), regia di Anthony Drazan (1998)
- Magnolia, regia di Paul Thomas Anderson (1999) - anche produttore associato
- Unbreakable - Il predestinato (Unbreakable), regia di M. Night Shyamalan (2000)
- I Tenenbaum (The Royal Tenenbaums), regia di Wes Anderson (2001)
- Orange County, regia di Jake Kasdan (2002) - montatore aggiuntivo
- Oscure presenze a Cold Creek (Cold Creek Manor), regia di Mike Figgis (2003)
- Lemony Snicket - Una serie di sfortunati eventi (Lemony Snicket's A Series of Unfortunate Events), regia di Brad Silberling (2004) - montatore aggiuntivo
- I segreti di Brokeback Mountain (Brokeback Mountain), regia di Ang Lee (2005)
- L'assassinio di Jesse James per mano del codardo Robert Ford (The Assassination of Jesse James by the Coward Robert Ford), regia di Andrew Dominik (2007)
- Il petroliere (There Will Be Blood), regia di Paul Thomas Anderson (2007)
- Il dubbio (Doubt), regia di John Patrick Shanley (2008)
- Whip It, regia di Drew Barrymore (2009)
- The Town, regia di Ben Affleck (2010)
- Lawless, regia di John Hillcoat (2012)
- Zero Dark Thirty, regia di Kathryn Bigelow (2012)
- Parkland, regia di Peter Landesman (2013) - montatore aggiuntivo
- Child 44 - Il bambino numero 44 (Child 44), regia di Daniel Espinosa (2015)
- Codice 999 (Triple 9), regia di John Hillcoat (2016)
- Barry Seal - Una storia americana (American Made), regia di Doug Liman (2017) - montatore aggiuntivo
- Stronger - Io sono più forte (Stronger), regia di David Gordon Green (2017)
- Il filo nascosto (Phantom Thread), regia di Paul Thomas Anderson (2017)
- Antlers - Spirito insaziabile (Antlers), regia di Scott Cooper (2021)
- Eternals, regia di Chloé Zhao (2021)
- The Pale Blue Eye - I delitti di West Point (The Pale Blue Eye), regia di Scott Cooper (2022)

### Televisione
- Great Performances – serial TV, 1 puntata (1996)
- A Murder at the End of the World – miniserie TV, 7 puntate (2023)

### Video musicali
- Try – Michael Penn (1997)
- Fast as You Can – Fiona Apple (1999)
- Save Me – Aimee Mann (1999)
- Ice Age – How to Destroy Angels (2012)
- Just One of the Guys – Jenny Lewis (2014)
- She's Not Me – Jenny Lewis (2014)
- Little of Your Love – Haim (2017)

## Riconoscimenti
- Premio Oscar
  - 2008 - Candidatura al miglior montaggio per Il petroliere
  - 2013 - Candidatura al miglior montaggio per Zero Dark Thirty
- Premio BAFTA
  - 2006 - Candidatura al miglior montaggio per I segreti di Brokeback Mountain
  - 2013 - Candidatura al miglior montaggio per Zero Dark Thirty
- Premio Emmy
  - 1997 - Candidatura al miglior montaggio in una mini serie o speciale televisivo multi-camera per Jazz '34
- American Cinema Editors
  - 2002 - Candidatura al miglior montaggio di un lungometraggio commedia o musicale per I Tenenbaum
  - 2006 - Candidatura al miglior montaggio di un lungometraggio drammatico per I segreti di Brokeback Mountain
  - 2008 - Candidatura al miglior montaggio di un lungometraggio drammatico per Il petroliere
  - 2013 - Candidatura al miglior montaggio di un lungometraggio drammatico per Zero Dark Thirty
- Boston Society of Film Critics Award
  - 2012 - Miglior montaggio per Zero Dark Thirty
- Critics' Choice Award
  - 2013 - Miglior montaggio per Zero Dark Thirty
- Los Angeles Film Critics Association Award
  - 2012 - Miglior montaggio per Zero Dark Thirty
- MTV Video Music Award
  - 2000 - Miglior montaggio per Save Me di Aimee Mann
- San Diego Film Critics Society Award
  - 2012 - Candidatura al miglior montaggio per Zero Dark Thirty
- Satellite Award
  - 1998 - Candidatura al miglior montaggio per Boogie Nights - L'altra Hollywood
  - 2005 - Miglior montaggio per I segreti di Brokeback Mountain
  - 2005 - Candidatura al miglior montaggio per Lemony Snicket - Una serie di sfortunati eventi
  - 2010 - Candidatura al miglior montaggio per The Town
  - 2012 - Candidatura al miglior montaggio per Zero Dark Thirty